# José Felix Gutiérrez
José Felix Gutiérrez (nacido en Puerto La Cruz, Estado Anzoátegui, Venezuela, el 4 de abril de 1975) es un exfutbolista profesional y actual entrenador venezolano, en la actualidad es auxiliar técnico en la Universidad O&M FC de la Liga Dominicana de Fútbol

## Clubes como jugador
| Club                    | País                 | Año         |
| ----------------------- | -------------------- | ----------- |
| Deportivo Anzoátegui SC | Venezuela            | 1995 - 1997 |
| Minervén Sport Club     | Venezuela            | 1997 - 1998 |
| River Plate             | Uruguay              | 1999 - 2000 |
| Deportivo Táchira       | Venezuela            | 2000 - 2001 |
| Caracas FC              | Venezuela            | 2002 - 2003 |
| Deportivo Táchira       | Venezuela            | 2003 - 2004 |
| UAM                     | Venezuela            | 2004 - 2007 |
| Zulia FC                | Venezuela            | 2008 - 2009 |
| Llaneros EF             | Venezuela            | 2009 - 2010 |
| Centro Italo FC         | Venezuela            | 2010 - 2011 |
| Caroní FC               | Venezuela            | 2011 - 2012 |
| Zulia FC                | Venezuela            | 2013 - 2014 |
| UA Falcón               | Venezuela            | 2014 - 2015 |
| Universidad O&M FC      | República Dominicana | 2016 - 2017 |
| Club Barcelona Atlético | República Dominicana | 2018 - 2019 |

## Competiciones
| Competición                   | PJ  | Goles |
| ----------------------------- | --- | ----- |
| Primera División de Venezuela | 113 | 70    |
| Segunda División de Venezuela | 75  | 52    |
| Liga Dominicana de Fútbol     | 34  | 11    |
| Primera División de Uruguay   | 11  | 5     |
| Segunda División de Portugal  | 17  | 3     |
| Copa Libertadores             | 7   | 2     |
| Copa Pre Libertadores         | 0   | 0     |
| Copa Sudamericana             | 1   | 0     |
| Selección Nacional            | 0   | 0     |
| Total de Carrera              | 258 | 143   |